# 费贝尔
费贝尔（Färber, Faerber）可以指：

## 人物
- 汉斯-约翰·费贝尔（德語：Hans-Johann Färber，1947年4月20日－），德国男子赛艇运动员。
- 约尔格·费贝尔（德語：Jörg Faerber，1929年6月18日－2022年9月15日），德國古典音樂指揮家。

|  | 本页或本分段罗列了姓氏为「费贝尔」的人物。 如果是一个指代特定个人的内链将您引导到本页，請考慮修正該人物的名字以將链接指向正確的條目。 |